# Мильде, Розалия фон
Розалия фон Мильде, (нем. Rosalie von Milde, также Роза фон Мильде, урожд. Розалия Агте, * 25 июня 1827 г. Веймар; † 25 января 1906 г. Веймар) — немецкая оперная певица и педагог, преподаватель пения.

## Жизнь и творчество
Родилась в семье музыканта Фридриха Вильгельма Агте, служившего в камерном оркестре при дворе великого герцога в Веймаре. Уже в детстве брала уроки игры на фортепиано. После того, как стал родителям известно певческое дарование Розы, она на три года поступает в обучение к тенору Францу Гётце (1814—1888). Впервые выступила на сцене в Веймаре как Амина в опере Винченцо Беллини «Сомнамбула» 9 июня 1845 года. После официального вхождения в состав труппы Веймарского придворного театра состоялся дебют певицы на его сцене в сентябре 1848 года в опере Луиса Шпора (1784—1859) «Йессонда», в которой Роза исполняет партию главной героини. Подлинный успех приходит к ней благодаря участию в постановках оперных произведений Рихарда Вагнера. Это, в первую очередь, партия Елизаветы в вагнеровском «Тангейзере» и роль Эльзы в «Лоэнгрине», прошедшем 28 августа 1850 года.
В июле 1851 года Роза Агте выходит замуж за оперного певца Ганса Феодора фон Мильде (1821—1899), выступавшего также с 1848 года в веймарском придворном театре. В этом браке у них родились двое сыновей, Франц (1855—1929) и Рудольф (1859—1927), также ставшие певцами. В семье также росла приёмная дочь Наталия (1850—1906). Розалия и Феодор часто выступали парой в спектаклях, например — в ролях Сенты и Голландца в опере «Летучий голландец» Рихарда Вагнера в 1854 году, в 1852 году в первой немецкой постановке оперы «Бенвенуто Челлини» Гектора Берлиоза (партии Терезы и Фьерамоска). Фон Мильде также выступают в премьере Генриха Дорна «Нибелунги», в опере Шуберта «Альфонсо и Эстрелла» и др. В 1858 году Роза исполняет партию Маргианы в опере Петера Корнелиуса «Багдадский цирюльник». В мае 1865 года Роза фон Мильде выступает в роли Химены в опере «Сид» Питера Корнелиуса. В 1859 году он пишет для неё композицию «12 сонетов для Розы фон Мильде».
В 1867 году Роза фон Мильде уходит со сцены. Причиной были разногласия с новым руководителем коллектива Веймарского театра, Францем фон Дингельштедтом. Певица даёт уроки пения, в с 1876 года преподаёт в веймарской Высшей музыкальной школе Франца Листа.
В 1906 году Розалия фон Мильде была награждена великим герцогом Саксен-Веймар-Эйзенаха Карлом Александром большой золотой медалью за заслуги в области искусства.

## Дополнения
- Наследие Розы и Ганса Феодора фон Мильде в Баварской государственной библиотеке